# Seznam nositelů Nobelovy ceny za fyziologii a lékařství

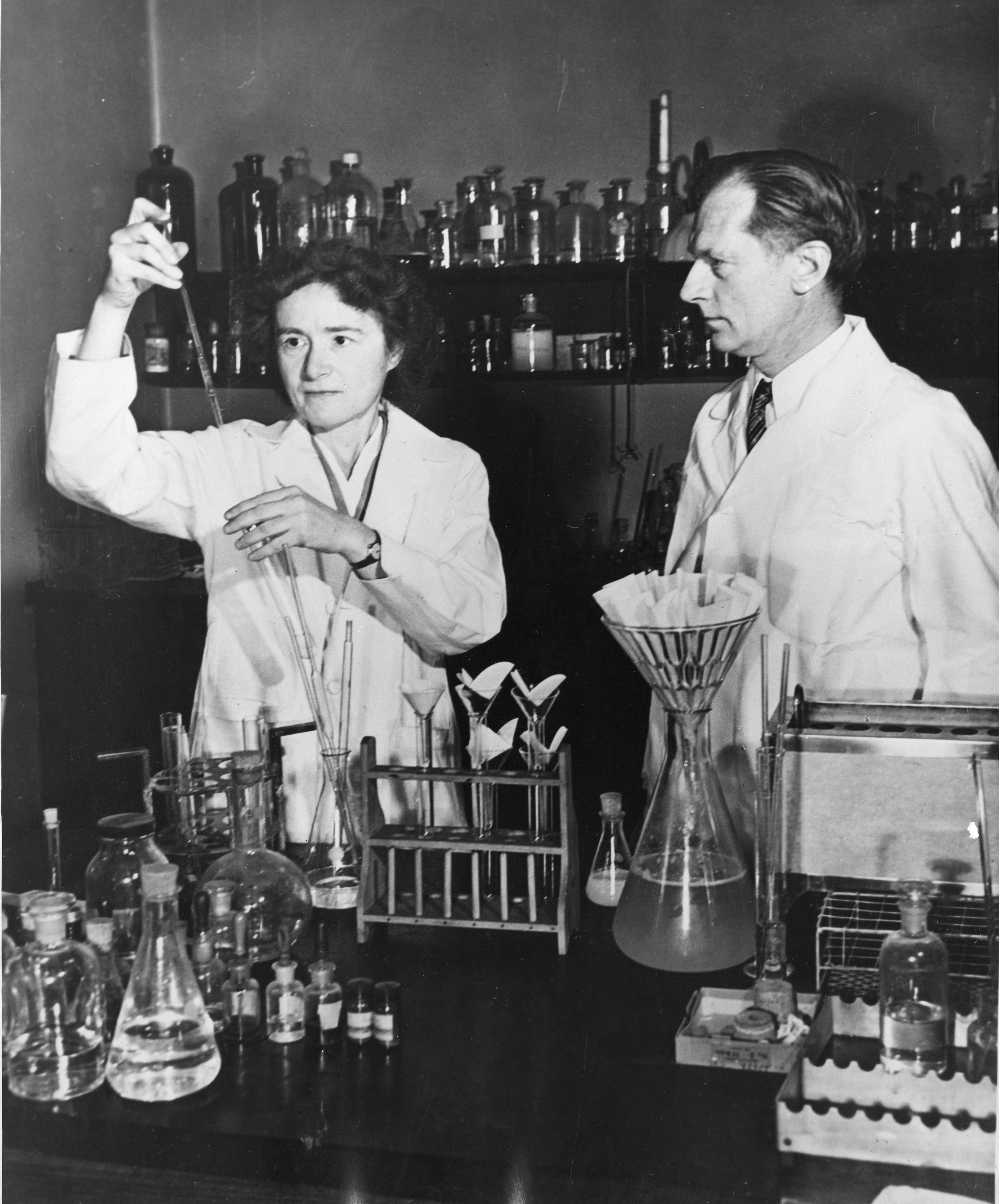
Pražští rodáci a manželé Gerty Coriová s Carlem Ferdinandem Corim obdrželi Nobelovu cenu v roce 1947 za popsání tzv. cyklu Coriových. Gerta Coriová se stala vůbec první oceněnou ženou.

Seznam nositelů Nobelovy ceny za fyziologii a lékařství představuje chronologický seznam laureátů Nobelovy ceny za fyziologii a lékařství, která je každoročně udělována za významné objevy na poli věd o životě a lékařství. Obsahem ceny je zlatá medaile, diplom a certifikát na peněžní obnos.
V roce 2024 cena putovala do rukou Američanů, vývojového biologa Victora Ambrose a molekulárního biologa Garyho Ruvkuna „za objev microRNA a její roli v posttranskripční regulaci genů“. Částku 11 milionů švédských korun si tak rozdělili rovným dílem. Oceněn byl jejich přínos v objevu malých molekul RNA – mikroRNA, a jejich role v regulaci genové exprese, čímž tyto molekuly významně přispívají ke správnému fungování buňky i obraně před viry. Jejich poškození může vést k rozvoji onemocnění včetně nádorových. Oba vědci prováděli výzkum na modelovém organismu, háďátku obecném. První výsledky publikovali ve dvou článcích časopisu Cell v roce 1993. Poprvé se setkali v 80. letech dvacátého století jako postdoktorandi na MITu v laboratoři H. Roberta Horvitze, který za práce na háďátku obdržel Nobelovu cenu za rok 2002.

## Historie

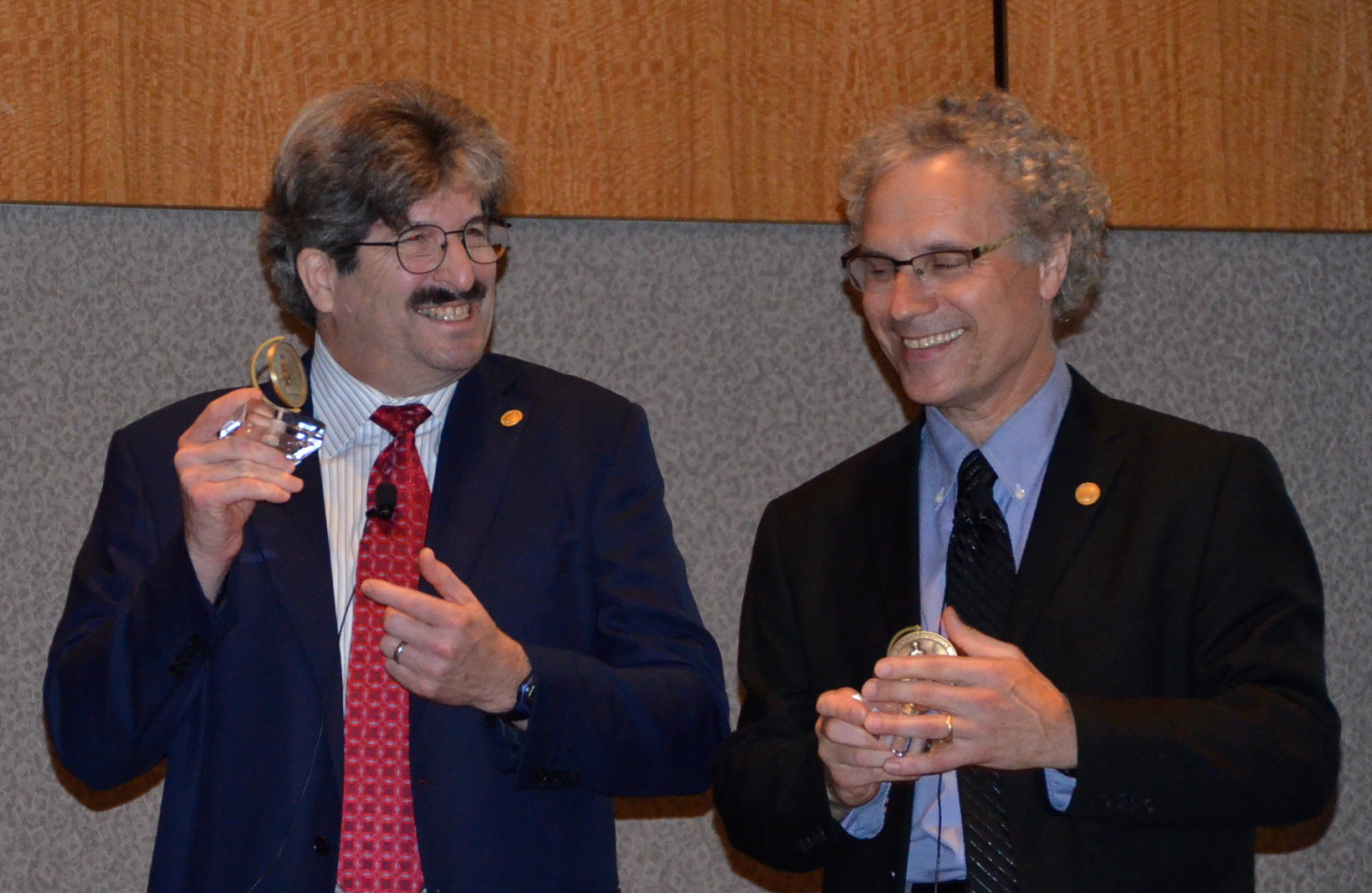
Gary Ruvkun a Victor Ambros (vpravo), nositelé Nobelovy ceny 2024

Výběr oceněných provádí Nobelův výbor, jenž návrhy posílá Nobelovu shromáždění, které o nich rozhoduje. Držitelé pak cenu získávají 10. prosince ve stockholmském koncertním sále z rukou švédského krále. Opatření omezující nejvyšší počet oceněných v každé oblasti na tři osoby za jeden rok bylo zavedeno v roce 1968.
Mezi lety 1901 až 2024 Nobelovu cenu za fyziologii nebo lékařství obdrželo 229 osob, z toho 216 mužů a 13 žen. Jednalo se o čtyřicet jedna laureátů, kteří získali cenu samostatně, třicet sedm oceněných dvojic a třicet osm trojic (maximální počet oceněných). Prvním nositelem se v roce 1901 stal německý fyziolog Emil von Behring, který získal částku 150 782 švédských korun, což k roku 2009 odpovídalo hodnotě 7 872 648 korun. Imunolog Ralph M. Steinman je jediným laureátem v historii, kterému byla Nobelova cena udělena posmrtně (za rok 2011). Nejmladším držitelem je Kanaďan Frederick Grant Banting, kterému při převzetí ceny v roce 1923 bylo 32 let. Naopak nejstarším příjemcem se v roce 1966 stal ve věku 87 let americký patolog Francis Peyton Rous.
Mezi třináct oceněných žen patří Gerty Coriová (1947), Rosalyn Yalowová (1977), Barbara McClintocková (1983), Rita Leviová-Montalciniová (1986), Gertrude Belle Elionová (1988), Christiane Nüssleinová-Volhardová (1995), Linda B. Bucková (2004), Françoise Barré-Sinoussiová (2008), Elizabeth H. Blackburnová (2009), Carol W. Greiderová (2009), May-Britt Moserová (2014), Tchu Jou-jou (2015) a Katalin Karikóová (2023).
Cenu také společně převzaly dva manželské páry, pražští rodáci Gerty a Carl Ferdinand Coriovi (1947) a norští neurovědci May-Britt a Edvard I. Moserovi (2014). Rodinní příslušníci, otec a syn, obdrželi ocenění také dvakrát: Hans von Euler-Chelpin (chemie) a Ulf von Euler (lékařství), respektive Arthur Kornberg (lékařství) a Roger D. Kornberg (chemie). Mezi nositele se řadí i bratrská dvojice Jan Tinbergen (ekonomie) a Nikolaas Tinbergen (lékařství).
Lékař a psycholog Sigmund Freud byl na cenu neúspěšně nominován 32krát v lékařství nebo fyziologii a v roce 1936 také v kategorii literatury. Objevitelé inzulinu Frederick Banting a John James Rickard Macleod vyhráli při své první nominaci v roce 1923.
V prvních padesáti letech obdrželo cenu 59 osob. V období 1951–2000 se jednalo o více než dvojnásobný počet 113 osob. Devětkrát, v letech 1915–1918, 1921, 1925 a 1940–1942, nebyla cena předána. První světová válka způsobila čtyřnásobnou absenci oceněných (1915–1918) a v důsledku druhé světové války se cena neudělovala třikrát (1940–1942).

## Seznam laureátů
| Rok               | Laureát                                        | Laureát                                                           | Stát                                                                  | Zdůvodnění |
| ----------------- | ---------------------------------------------- | ----------------------------------------------------------------- | --------------------------------------------------------------------- | --- |
| 1901              | Emil Adolf von Behring                         | Emil Adolf von Behring bakteriolog (1854–1917)                    | Německé císařství                                                     | „za jeho práce léčení sérem a zvláště za použití séra proti záškrtu, jímž otevřel novou cestu lékařské vědě a lékařům dal úspěšnou zbraň v boji proti nemoci a smrti“ |
| 1902              | Ronald Ross                                    | Ronald Ross bakteriolog (1857–1932)                               | Spojené království                                                    | „za jeho práce o malárii, kterými prokázal, jak vzniká nemoc v organismu, a tím položil základní kámen pro úspěšný výzkum této nemoci a jejího léčení“                |
| 1903              | Niels Ryberg Finsen                            | Niels Ryberg Finsen lékař (1860–1904)                             | Dánsko (Faerské ostrovy)                                              | „jako ocenění jeho přístupu k léčení nemocí, zvláště lupus vulgaris, pomocí koncentrovaných světelných paprsků, čímž ukázal novou cestu lékařské vědě“                |
| 1904              | Ivan Pavlov nobel.jpg                          | Ivan Petrovič Pavlov fyziolog (1849–1936)                         | Ruské impérium                                                        | „jako uznání za jeho práce v oboru fyziologie trávení, které podstatně přispěly k prohloubení a rozšíření vědomostí v této oblasti“                                   |
| 1905              | Robert Koch                                    | Robert Koch bakteriolog (1843–1910)                               | Německé císařství                                                     | „za jeho objevy a výzkumy v oboru tuberkulózy“ |
| 1906              | Camillo Golgi                                  | Camillo Golgi histolog (1844–1926)                                | Italské království                                                    | „jako ocenění jejich prací o struktuře nervového systému“ |
| 1906              | Cajal-Restored                                 | Santiago Ramón y Cajal histolog (1852–1934)                       | Španělsko                                                             | „jako ocenění jejich prací o struktuře nervového systému“ |
| 1907              | Charles Louis Alphonse Lavera                  | Charles Louis Alphonse Laveran bakteriolog (1845–1922)            | Francie                                                               | „jako ocenění jeho prací o významu protozoí jako příčin nemocí“ |
| 1908              | Ilja Iljič Mečnikov                            | Ilja Iljič Mečnikov biolog (1845–1916)                            | Ruské impérium                                                        | „jako ocenění jejich prací o imunitě“ |
| 1908              | Paul Ehrlich                                   | Paul Ehrlich lékař (1854–1915)                                    | Německo                                                               | „jako ocenění jejich prací o imunitě“ |
| 1909              | Emil Theodor Kocher                            | Emil Theodor Kocher chirurg (1841–1917)                           | Švýcarsko                                                             | „za jeho práce o fyziologii, patologii a chirurgii štítné žlázy“ |
| 1910              | lbrecht Kossel                                 | Albrecht Kossel biochemik (1853–1927)                             | Německé císařství                                                     | „jako uznání přínosu, který svými pracemi o bílkovinách včetně nukleinu vykonal pro rozšíření znalostí chemického složení buňky“                                      |
| 1911              | Allvar Gullstrand                              | Allvar Gullstrand oční lékař (1862–1930)                          | Švédsko                                                               | „za jeho práce o optice oka“ |
| 1912              | Alexis Carrel                                  | Alexis Carrel chirurg a fyziolog (1873–1944)                      | Francie                                                               | „jako ocenění jeho prací o cévním stehu, cévních a orgánových transplantacích“                                                                                        |
| 1913              | Charles Richet                                 | Charles Richet fyziolog (1850–1935)                               | Francie                                                               | „za jeho práce o anafylaxi“ |
| 1914              | Robert Bárány                                  | Robert Bárány neurolog, otorinolaryngolog (1876–1936)             | Rakousko-Uhersko                                                      | „za jeho práce o fyziologii a patologii vestibulárního aparátu vnitřního ucha“                                                                                        |
| 1915              | cena neudělena                                 | cena neudělena                                                    | cena neudělena                                                        | cena neudělena |
| 1916              | cena neudělena                                 | cena neudělena                                                    | cena neudělena                                                        | cena neudělena |
| 1917              | cena neudělena                                 | cena neudělena                                                    | cena neudělena                                                        | cena neudělena |
| 1918              | cena neudělena                                 | cena neudělena                                                    | cena neudělena                                                        | cena neudělena |
| 1919              | Jules Bordet                                   | Jules Bordet lékař a mikrobiolog (1870–1961)                      | Belgie                                                                | „jako uznání jeho prací o imunitě“ |
| 1920              | August Krogh Bain                              | August Krogh fyziolog (1874–1949)                                 | Dánsko                                                                | „za objev mechanismu kapilárně motorické regulace“ |
| 1921              | cena neudělena                                 | cena neudělena                                                    | cena neudělena                                                        | cena neudělena |
| 1922              | Archibald Vivian Hill                          | Archibald Vivian Hill fyziolog (1886–1977)                        | Spojené království                                                    | „za jeho objevy v oblasti tvorby tepla ve svalech“ |
| 1922              | Otto Fritz Meyerhof                            | Otto Fritz Meyerhof biochemik (1884–1951)                         | Německo                                                               | „za jeho objevy vztahu mezi spotřebou kyslíku a produkcí kyseliny mléčné ve svalu“                                                                                    |
| 1923              | Fredrick Banting                               | Frederick Grant Banting lékař (1891–1941)                         | Kanada                                                                | „za objev inzulinu“ |
| 1923              | John James Rickard Macleod                     | John James Rickard Macleod fyziolog (1876–1935)                   | Kanada                                                                | „za objev inzulinu“ |
| 1924              | Willem Einthoven                               | Willem Einthoven lékař (1869–1927)                                | Nizozemsko                                                            | „za objev mechanismu elektrokardiogramu“ |
| 1925              | cena neudělena                                 | cena neudělena                                                    | cena neudělena                                                        | cena neudělena |
| 1926              | Johannes Fibiger                               | Johannes Fibiger patolog (1868–1928)                              | Dánsko                                                                | „za jeho objev experimentálně vyvolaného nádorového bujení“ |
| 1927              | Julius Wagner-Jauregg                          | Julius Wagner-Jauregg psychiatr (1857–1940)                       | Rakousko                                                              | „za objev terapeutického účinku naočkování malárie při léčení progresivní paralýzy“                                                                                   |
| 1928              | Charles Jules Henri Nicolle                    | Charles Jules Henri Nicolle internista, bakteriolog (1866–1936)   | Francie                                                               | „za jeho práce o skvrnitém tyfu“ |
| 1929              | Christiaan Eijkman                             | Christiaan Eijkman hygienik (1858–1930)                           | Nizozemsko                                                            | „za jeho objev antineuritického vitamínu“ |
| 1929              |                                                | Frederick Gowland Hopkins biochemik (1861–1947)                   | Spojené království                                                    | „za objev vitamínů, které podporují růst“ |
| 1930              | Karl Landsteiner                               | Karl Landsteiner chemik a lékař (1868–1943)                       | Rakousko                                                              | „za objev krevních skupin člověka“ |
| 1931              | Otto Warburg                                   | Otto Heinrich Warburg biochemik (1883–1970)                       | Německo                                                               | „za objev enzymů dýchacího řetězce, jejich povahy a funkce“ |
| 1932              | Charles Scott Sherrington                      | Charles Scott Sherrington fyziolog (1857–1952)                    | Spojené království                                                    | „za jejich objevy o funkci neuronů“ |
| 1932              |                                                | Edgar Douglas Adrian fyziolog (1889–1977)                         | Spojené království                                                    | „za jejich objevy o funkci neuronů“ |
| 1933              | Thomas Hunt Morgan                             | Thomas Hunt Morgan genetik (1866–1945)                            | Spojené státy                                                         | „za jeho objevy o významu chromozomů jako nositelů dědičnosti“ |
| 1934              | George Hoyt Whipple                            | George Hoyt Whipple patolog (1878–1976)                           | Spojené státy                                                         | „za návrh léčení chudokrevnosti aplikací výtažku z jater“ |
| 1934              | George Richards Minot                          | George Richards Minot lékař (1885–1950)                           | Spojené státy                                                         | „za návrh léčení chudokrevnosti aplikací výtažku z jater“ |
| 1934              | William P Murphy                               | William Parry Murphy lékař (1892–1987)                            | Spojené státy                                                         | „za návrh léčení chudokrevnosti aplikací výtažku z jater“ |
| 1935              | Hans Spemann                                   | Hans Spemann zoolog (1869–1941)                                   | Německo                                                               | „za objev organizačního efektu v embryonálním vývoji“ |
| 1936              | Henry Dale                                     | Henry Hallett Dale fyziolog, farmakolog (1875–1968)               | Spojené království                                                    | „za jejich objevy chemického přenosu nervových impulsů“ |
| 1936              | Otto Loewi                                     | Otto Loewi fyziolog, farmakolog (1873–1961)                       | Rakousko                                                              | „za jejich objevy chemického přenosu nervových impulsů“ |
| 1937              | Albert Szent-Györgyi                           | Albert Szent-Györgyi biochemik (1893–1986)                        | Maďarsko                                                              | „za jeho objevy v oblasti biologického spalovacího procesu, zvláště ve vztahu k vitamínu C a katalýze kyseliny fumarové“                                              |
| 1938              | Corneille Heymans                              | Corneille Heymans fyziolog (1892–1968)                            | Belgie                                                                | „za objev významu krkavic a mechanismu aorty při regulaci dýchání“ |
| 1939              | Gerhard Domagk                                 | Gerhard Domagk patolog, bakteriolog (1895–1964)                   | Německo                                                               | „za objev antibakteriálního účinku sulfonamidů“ |
| 1940              | cena neudělena                                 | cena neudělena                                                    | cena neudělena                                                        | cena neudělena |
| 1941              | cena neudělena                                 | cena neudělena                                                    | cena neudělena                                                        | cena neudělena |
| 1942              | cena neudělena                                 | cena neudělena                                                    | cena neudělena                                                        | cena neudělena |
| 1943              | Henrik Dam                                     | Carl Peter Henrik Dam biochemik (1895–1976)                       | Dánsko                                                                | „za objev vitamínu K“ |
| 1943              | Edward Adelbert Doisy                          | Edward Adelbert Doisy biochemik (1893–1986)                       | Spojené státy                                                         | „za objev chemického složení vitamínu K“ |
| 1944              | Joseph Erlanger                                | Joseph Erlanger neurofyziolog (1874–1965)                         | Spojené státy                                                         | „za jejich objev vysoce diferencovaných funkcí nervových vláken“ |
| 1944              | :Herbert Spencer Gasser                        | Herbert Spencer Gasser fyziolog (1888–1963)                       | Spojené státy                                                         | „za jejich objev vysoce diferencovaných funkcí nervových vláken“ |
| 1945              | Alexander Fleming                              | Alexander Fleming bakteriolog (1881–1955)                         | Spojené království                                                    | „za objev penicilinu a jeho účinku u různých infekčních onemocnění“                                                                                                   |
| 1945              | Ernst Boris Chain                              | Ernst Boris Chain chemik (1906–1979)                              | Spojené království                                                    | „za objev penicilinu a jeho účinku u různých infekčních onemocnění“                                                                                                   |
| 1945              | Howard Walter Florey                           | Howard Walter Florey patolog (1898–1968)                          | Austrálie                                                             | „za objev penicilinu a jeho účinku u různých infekčních onemocnění“                                                                                                   |
| 1946              | Hermann Joseph Muller                          | Hermann Joseph Muller biolog (1890–1967)                          | Spojené státy                                                         | „za objev, že rentgenové záření může vyvolat mutace“ |
| 1947              | Carl Ferdinand Cori                            | Carl Ferdinand Cori lékař, farmakolog (1896–1984)                 | Spojené státy                                                         | „za jejich objev katalytické přeměny glykogenu“ |
| 1947              | Gerty Theresa Cori                             | Gerty Theresa Coriová lékařka, farmakoložka (1896–1971)           | Spojené státy                                                         | „za jejich objev katalytické přeměny glykogenu“ |
| 1947              |                                                | Bernardo Alberto Houssay fyziolog (1887–1971)                     | Argentina                                                             | „za jeho objev významu hormonů předního laloku hypofýzy pro metabolismus cukrů“                                                                                       |
| 1948              | Paul Hermann Müller                            | Paul Hermann Müller chemik (1899–1965)                            | Švýcarsko                                                             | „za objev silného účinku DDT jako kontaktního jedu četných členovců“                                                                                                  |
| 1949              | Walter Hess                                    | Walter Rudolf Hess neurofyziolog (1881–1973)                      | Švýcarsko                                                             | „za objev funkce mezimozku pro řízení koordinované činnosti vnitřních orgánů“                                                                                         |
| 1949              | António Egas Moniz                             | António Caetano Egas Moniz neurolog (1874–1955)                   | Portugalsko                                                           | „za objev významu prefrontální leukotomie při léčení některých psychóz“                                                                                               |
| 1950              | Philip Showalter Hench                         | Philip Showalter Hench lékař (1896–1965)                          | Spojené státy                                                         | „za jejich objevy hormonů kůry nadledviny, jejich struktury a jejich biologických účinků“                                                                             |
| 1950              | Edward Calvin Kendall                          | Edward Calvin Kendall biochemik (1886–1972)                       | Spojené státy                                                         | „za jejich objevy hormonů kůry nadledviny, jejich struktury a jejich biologických účinků“                                                                             |
| 1950              | Tadeusz Reichstein                             | Tadeusz Reichstein chemik (1897–1996)                             | Švýcarsko                                                             | „za jejich objevy hormonů kůry nadledviny, jejich struktury a jejich biologických účinků“                                                                             |
| 1951              | Max Theiler                                    | Max Theiler biolog (1899–1972)                                    | Jihoafrická unie                                                      | „za výzkum žluté zimnice a boje proti ní“ |
| 1952              | Selman Abraham Waksman                         | Selman Abraham Waksman biochemik (1888–1973)                      | Spojené státy                                                         | „za objev streptomycinu, prvního antibiotika proti tuberkulóze“ |
| 1953              | Hans Adolf Krebs                               | Hans Adolf Krebs biochemik (1900–1981)                            | Spojené království                                                    | „za objev cyklické přeměny kyseliny citronové“ |
| 1953              | Fritz Albert Lipmann                           | Fritz Albert Lipmann biochemik (1899–1986)                        | Spojené státy                                                         | „za objev koenzymu A a jeho významu pro látkovou přeměnu“ |
| 1954              | Busta Johna Franklina Enderse                  | John Franklin Enders virolog (1897–1985)                          | Spojené státy                                                         | „za jejich objev schopnosti viru poliomyelitidy růst v různých tkáňových kulturách“                                                                                   |
| 1954              | Frederick Chapman Robbins                      | Frederick Chapman Robbins lékař (1916–2003)                       | Spojené státy                                                         | „za jejich objev schopnosti viru poliomyelitidy růst v různých tkáňových kulturách“                                                                                   |
| 1954              | Thomas Huckle Weller                           | Thomas Huckle Weller bakteriolog (1915–2008)                      | Spojené státy                                                         | „za jejich objev schopnosti viru poliomyelitidy růst v různých tkáňových kulturách“                                                                                   |
| 1955              | Hugo Theorell                                  | Axel Hugo Theodor Theorell biochemik, (1903–1982)                 | Švédsko                                                               | „za objev povahy a účinku oxidačních enzymů“ |
| 1956              | André Frédéric Cournand                        | André Frédéric Cournand lékař (1895–1988)                         | Spojené státy                                                         | „za jejich objevy katetrizace srdce a patologických změn oběhové soustavy“                                                                                            |
| 1956              | Werner Forssmann                               | Werner Forssmann chirurg, urolog (1904–1979)                      | Spolková republika Německo                                            | „za jejich objevy katetrizace srdce a patologických změn oběhové soustavy“                                                                                            |
| 1956              | Dickinson W. Richards                          | Dickinson W. Richards lékař (1895–1973)                           | Spojené státy                                                         | „za jejich objevy katetrizace srdce a patologických změn oběhové soustavy“                                                                                            |
| 1957              | Daniel Bovet                                   | Daniel Bovet farmakolog (1907–1992)                               | Itálie                                                                | „za jeho objevy o syntetických sloučeninách a zvláště o jejich účinku na cévní systém a kosterní svaly“                                                               |
| 1958              | George Wells Beadle                            | George Wells Beadle biolog (1903–1989)                            | Spojené státy                                                         | „za jejich objev, že účinnost genů spočívá v tom, že regulují určité chemické pochody“                                                                                |
| 1958              | Edward Lawrie Tatum                            | Edward Lawrie Tatum biochemik, genetik (1909–1975)                | Spojené státy                                                         | „za jejich objev, že účinnost genů spočívá v tom, že regulují určité chemické pochody“                                                                                |
| 1958              | Joshua Lederberg                               | Joshua Lederberg mikrobiolog (1925–2008)                          | Spojené státy                                                         | „za jeho objevy genetické rekombinace a organizace genetického materiálu u bakterií“                                                                                  |
| 1959              | Arthur Kornberg                                | Arthur Kornberg biochemik (1918–2007)                             | Spojené státy                                                         | „za jejich objevy mechanismu biologické syntézy ribonukleové a deoxyribonukleové kyseliny“                                                                            |
| 1959              | Severo Ochoa                                   | Severo Ochoa biochemik (1905–1993)                                | Španělsko Spojené státy                                               | „za jejich objevy mechanismu biologické syntézy ribonukleové a deoxyribonukleové kyseliny“                                                                            |
| 1960              | Frank Macfarlane Burnet                        | Frank Macfarlane Burnet lékař (1899–1985)                         | Austrálie                                                             | „za objev získané imunologické tolerance“ |
| 1960              | Peter Brian Medawar                            | Peter Brian Medawar biolog (1915–1987)                            | Spojené království                                                    | „za objev získané imunologické tolerance“ |
| 1961              | Georg von Békésy                               | Georg von Békésy biofyzik (1899–1972)                             | Spojené státy                                                         | „za jeho objev fyzikálního mechanismu podráždění v hlemýždi vnitřního ucha“                                                                                           |
| 1962              | Francis Crick                                  | Francis Harry Compton Crick biochemik (1916–2004)                 | Spojené království                                                    | „za jejich objev molekulární struktury nukleových kyselin a jejich významu pro přenos dědičné informace v živém materiálu“                                            |
| 1962              | James Dewey Watson                             | James Dewey Watson biochemik (* 1928)                             | Spojené státy                                                         | „za jejich objev molekulární struktury nukleových kyselin a jejich významu pro přenos dědičné informace v živém materiálu“                                            |
| 1962              |                                                | Maurice Hugh Frederick Wilkins biofyzik (1916–2004)               | Nový Zéland Spojené království                                        | „za jejich objev molekulární struktury nukleových kyselin a jejich významu pro přenos dědičné informace v živém materiálu“                                            |
| 1963              | John Carew Eccles                              | John Carew Eccles fyziolog (1903–1997)                            | Austrálie                                                             | „za jejich objev iontového mechanismu dráždění a útlumu periferních a centrálních oblastí membrán nervových buněk“                                                    |
| 1963              |                                                | Alan Lloyd Hodgkin fyziolog (1914–1998)                           | Spojené království                                                    | „za jejich objev iontového mechanismu dráždění a útlumu periferních a centrálních oblastí membrán nervových buněk“                                                    |
| 1963              | Andrew Fielding Huxley                         | Andrew Fielding Huxley fyziolog (1917–2012)                       | Spojené království                                                    | „za jejich objev iontového mechanismu dráždění a útlumu periferních a centrálních oblastí membrán nervových buněk“                                                    |
| 1964              | Konrad Bloch                                   | Konrad Bloch biochemik (1912–2000)                                | Spojené státy                                                         | „za jejich objev mechanismu a regulace metabolismu cholesterolu a mastných kyselin“                                                                                   |
| 1964              | Feodor Lynen                                   | Feodor Lynen biochemik (1911–1979)                                | Spolková republika Německo                                            | „za jejich objev mechanismu a regulace metabolismu cholesterolu a mastných kyselin“                                                                                   |
| 1965              | François Jacob                                 | François Jacob genetik, fyziolog (1920–1984)                      | Francie                                                               | „za jejich objev v oboru genetické kontroly syntézy enzymů a virů“ |
| 1965              | André Lwoff                                    | André Lwoff mikrobiolog (1902–1994)                               | Francie                                                               | „za jejich objev v oboru genetické kontroly syntézy enzymů a virů“ |
| 1965              | Jacques Monod                                  | Jacques Monod biochemik (1910–1976)                               | Francie                                                               | „za jejich objev v oboru genetické kontroly syntézy enzymů a virů“ |
| 1966              | Obrázek této osoby není k dispozici            | Francis Peyton Rous patolog (1879–1970)                           | Spojené státy                                                         | „za jeho objev v oblasti onkogenních virů“ |
| 1966              | Charles Brenton Huggins                        | Charles Brenton Huggins lékař (1901–1997)                         | Spojené státy                                                         | „za jeho objev hormonálního léčení rakoviny prostaty“ |
| 1967              | Ragnar Granit                                  | Ragnar Granit neurofyziolog (1900–1991)                           | Finsko / Švédsko                                                      | „za jejich objevy v oblasti primárních fyziologických a chemických pochodů v procesu vidění“                                                                          |
| 1967              | Haldan Keffer Hartline                         | Haldan Keffer Hartline fyziolog (1903–1983)                       | Spojené státy                                                         | „za jejich objevy v oblasti primárních fyziologických a chemických pochodů v procesu vidění“                                                                          |
| 1967              | George Wald                                    | George Wald biochemik (1906–1997)                                 | Spojené státy                                                         | „za jejich objevy v oblasti primárních fyziologických a chemických pochodů v procesu vidění“                                                                          |
| 1968              | Robert W. Holley                               | Robert W. Holley biochemik (1922–1993)                            | Spojené státy                                                         | „za jejich interpretaci genetického kódu a jeho funkce při proteosyntéze“                                                                                             |
| 1968              | Har Gobind Khorana                             | Har Gobind Khorana biochemik (1922–2011)                          | Indie                                                                 | „za jejich interpretaci genetického kódu a jeho funkce při proteosyntéze“                                                                                             |
| 1968              | Marshall Warren Nirenberg                      | Marshall W. Nirenberg biochemik (1927–2010)                       | Spojené státy                                                         | „za jejich interpretaci genetického kódu a jeho funkce při proteosyntéze“                                                                                             |
| 1969              | Max Delbrück                                   | Max Delbrück biofyzik, biolog (1906–1981)                         | Spojené státy                                                         | „za jejich objevy mechanismu množení a genetické struktury virů“ |
| 1969              | Alfred Hershey                                 | Alfred D. Hershey molekulární biolog (1908–1997)                  | Spojené státy                                                         | „za jejich objevy mechanismu množení a genetické struktury virů“ |
| 1969              |                                                | Salvador E. Luria mikrobiolog (1912–1991)                         | Spojené státy                                                         | „za jejich objevy mechanismu množení a genetické struktury virů“ |
| 1970              | Julius Axelrod                                 | Julius Axelrod neurochemik (1912–2004)                            | Spojené státy                                                         | „za jejich objevy signálních látek v kontaktních oblastech nervových buněk a mechanismu jejich uskladnění, uvolnění a inaktivace“                                     |
| 1970              | Ulf von Euler                                  | Ulf von Euler fyziolog (1905–1983)                                | Švédsko                                                               | „za jejich objevy signálních látek v kontaktních oblastech nervových buněk a mechanismu jejich uskladnění, uvolnění a inaktivace“                                     |
| 1970              | Portrét Bernarda Katze                         | Bernard Katz biofyzik (1911–2003)                                 | Spojené království                                                    | „za jejich objevy signálních látek v kontaktních oblastech nervových buněk a mechanismu jejich uskladnění, uvolnění a inaktivace“                                     |
| 1971              | Earl Wilbur Sutherland                         | Earl Wilbur Sutherland biochemik, fyziolog (1915–1974)            | Spojené státy                                                         | „za jeho objevy mechanismu účinku hormonů“ |
| 1972              | Gerald M. Edelman                              | Gerald M. Edelman biochemik (1929–2014)                           | Spojené státy                                                         | „za jejich objevy týkající se chemické struktury protilátek“ |
| 1972              | Rodney Robert Porter                           | Rodney R. Porter biochemik (1917–1985)                            | Spojené království                                                    | „za jejich objevy týkající se chemické struktury protilátek“ |
| 1973              | Karl von Frisch                                | Karl von Frisch zoolog (1886–1982)                                | Spolková republika Německo                                            | „za jejich objevy organizace a vyvolání individuálního a vzorového chování“                                                                                           |
| 1973              | Konrad Lorenz                                  | Konrad Lorenz zoolog, etolog (1903–1989)                          | Rakousko                                                              | „za jejich objevy organizace a vyvolání individuálního a vzorového chování“                                                                                           |
| 1973              | Nikolaas Tinbergen                             | Nikolaas Tinbergen zoolog (1907–1988)                             | Spojené království                                                    | „za jejich objevy organizace a vyvolání individuálního a vzorového chování“                                                                                           |
| 1974              | Albert Claude                                  | Albert Claude lékař (1899–1983)                                   | Belgie                                                                | „za jejich objevy v oblasti strukturální a funkční organizaci buňky“                                                                                                  |
| 1974              | Christian de Duve                              | Christian de Duve biochemik (1917–2013)                           | Belgie                                                                | „za jejich objevy v oblasti strukturální a funkční organizaci buňky“                                                                                                  |
| 1974              | George Emil Palade                             | George Emil Palade biochemik (1912–2008)                          | Rumunsko                                                              | „za jejich objevy v oblasti strukturální a funkční organizaci buňky“                                                                                                  |
| 1975              | David Baltimore                                | David Baltimore mikrobiolog (* 1938)                              | Spojené státy                                                         | „za jejich objevy vzájemného působení onkogenních virů a genetického materiálu buňky“                                                                                 |
| 1975              | Renato Dulbecco                                | Renato Dulbecco biolog (1914–2012)                                | Itálie Spojené státy                                                  | „za jejich objevy vzájemného působení onkogenních virů a genetického materiálu buňky“                                                                                 |
| 1975              | Howard Martin Temin                            | Howard Martin Temin biolog (1934–1994)                            | Spojené státy                                                         | „za jejich objevy vzájemného působení onkogenních virů a genetického materiálu buňky“                                                                                 |
| 1976              | Baruch Samuel Blumberg                         | Baruch S. Blumberg lékař, fyziolog (1925–2011)                    | Spojené státy                                                         | „za jejich objevy nových mechanismů vzniku a rozšíření infekčních chorob“                                                                                             |
| 1976              | Daniel Carleton Gajdusek                       | D. Carleton Gajdusek pediatr, virolog (1923–2008)                 | Spojené státy                                                         | „za jejich objevy nových mechanismů vzniku a rozšíření infekčních chorob“                                                                                             |
| 1977              | Roger Guillemin                                | Roger Guillemin biochemik (1924–2024)                             | Spojené státy                                                         | „za jejich objev peptidových hormonů v mozku“ |
| 1977              | Andrew Schally                                 | Andrew V. Schally endokrinolog (1926–2024)                        | Spojené státy                                                         | „za jejich objev peptidových hormonů v mozku“ |
| 1977              | Rosalyn Yalowová                               | Rosalyn Yalowová nukleární lékařka, fyzička (1921–2011)           | Spojené státy                                                         | „za objev radioimunologických metod k zjištění peptidových hormonů“                                                                                                   |
| 1978              | Werner Arber                                   | Werner Arber mikrobiolog, genetik (* 1929)                        | Švýcarsko                                                             | „za jejich objev restrikčních enzymů a použití těchto enzymů v molekulární genetice“                                                                                  |
| 1978              | Daniel Nathans                                 | Daniel Nathans mikrobiolog (1928–1999)                            | Spojené státy                                                         | „za jejich objev restrikčních enzymů a použití těchto enzymů v molekulární genetice“                                                                                  |
| 1978              | Hamilton Smith                                 | Hamilton O. Smith mikrobiolog (* 1931)                            | Spojené státy                                                         | „za jejich objev restrikčních enzymů a použití těchto enzymů v molekulární genetice“                                                                                  |
| 1979              | Allan McLeod Cormack                           | Allan M. Cormack fyzik (1924–1998)                                | Spojené státy                                                         | „za objev výpočetní tomografie“ |
| 1979              | Godfrey Hounsfield                             | Godfrey N. Hounsfield elektroinženýr (1919–2004)                  | Spojené království                                                    | „za objev výpočetní tomografie“ |
| 1980              | Baruj Benacerraf                               | Baruj Benacerraf imunolog (1920–2011)                             | Venezuela                                                             | „za jejich objevy geneticky určených buněčných povrchových struktur, které řídí imunologickou reakci“                                                                 |
| 1980              | Jean Dausset                                   | Jean Dausset imunolog (1916–2009)                                 | Francie                                                               | „za jejich objevy geneticky určených buněčných povrchových struktur, které řídí imunologickou reakci“                                                                 |
| 1980              | Obrázek této osoby není k dispozici            | George D. Snell genetik, imunolog (1903–1996)                     | Spojené státy                                                         | „za jejich objevy geneticky určených buněčných povrchových struktur, které řídí imunologickou reakci“                                                                 |
| 1981              | Roger Wolcott Sperry                           | Roger W. Sperry neurobiolog (1913–1994)                           | Spojené státy                                                         | „za jeho objevy funkční specializace mozkových hemisfér“ |
| 1981              | David H. Hubel                                 | David H. Hubel neurofyziolog (1926–2013)                          | Spojené státy                                                         | „za jejich objevy o šíření informace v zrakovém smyslovém centru“ |
| 1981              | Torsten Wiesel                                 | Torsten N. Wiesel neurofyziolog (* 1924)                          | Švédsko                                                               | „za jejich objevy o šíření informace v zrakovém smyslovém centru“ |
| 1982              | Sune Bergström                                 | Sune K. Bergström biochemik (1916–2004)                           | Švédsko                                                               | „za jejich průkopnickou práci o prostaglandinech a jim příbuzných biologicky aktivních látkách“                                                                       |
| 1982              | Bengt Samuelsson                               | Bengt I. Samuelsson biochemik (1934–2024)                         | Švédsko                                                               | „za jejich průkopnickou práci o prostaglandinech a jim příbuzných biologicky aktivních látkách“                                                                       |
| 1982              | John Robert Vane                               | John R. Vane farmakolog (1927–2007)                               | Spojené království                                                    | „za jejich průkopnickou práci o prostaglandinech a jim příbuzných biologicky aktivních látkách“                                                                       |
| 1983              | Barbara McClintocková                          | Barbara McClintocková botanička (1902–1992)                       | Spojené státy                                                         | „za její objevy struktury pohyblivých genů“ |
| 1984              | Niels Kaj Jerne                                | Niels K. Jerne imunolog (1911–1994)                               | Dánsko                                                                | „za teorie o specifické stavbě a řízení imunitního systému a za objev principu tvorby monoklonálních protilátek“                                                      |
| 1984              | Georges Köhleri                                | Georges J.F. Köhler imunolog, biolog (1946–1995)                  | Spolková republika Německo                                            | „za teorie o specifické stavbě a řízení imunitního systému a za objev principu tvorby monoklonálních protilátek“                                                      |
| 1984              | César Milstein                                 | César Milstein biochemik (1927–2002)                              | Argentina Spojené království                                          | „za teorie o specifické stavbě a řízení imunitního systému a za objev principu tvorby monoklonálních protilátek“                                                      |
| 1985              | Michael Stuart Brown                           | Michael S. Brown genetik (* 1941)                                 | Spojené státy                                                         | „za jejich objev týkající se určení koloběhu cholesterolu v organismu“                                                                                                |
| 1985              | Joseph L. Goldstei                             | Joseph L. Goldstein lékař, biochemik (* 1940)                     | Spojené státy                                                         | „za jejich objev týkající se určení koloběhu cholesterolu v organismu“                                                                                                |
| 1986              | Stanley Cohen                                  | Stanley Cohen biochemik (1922–2020)                               | Spojené státy                                                         | „za jejich objev nervového růstového faktoru“ |
| 1986              | Rita Levi Montalcini                           | Rita Leviová-Montalciniová neuroložka (1909–2012)                 | Itálie Spojené státy                                                  | „za jejich objev nervového růstového faktoru“ |
| 1987              | Susumu Tonegawa                                | Susumu Tonegawa molekulární biolog, imunolog (* 1939)             | Japonsko                                                              | „za jeho objev genetických základů pro vznik variability protilátek“                                                                                                  |
| 1988              | James W. Black                                 | James W. Black lékař, farmakolog (1924–2010)                      | Spojené království                                                    | „za jejich objev důležitých principů medikamentózní léčby“ |
| 1988              | Gertrude Belle Elionová                        | Gertrude B. Elionová farmakoložka (1918–1999)                     | Spojené státy                                                         | „za jejich objev důležitých principů medikamentózní léčby“ |
| 1988              | George H. Hitchings                            | George H. Hitchings farmakolog (1905–1998)                        | Spojené státy                                                         | „za jejich objev důležitých principů medikamentózní léčby“ |
| 1989              | J. Michael Bishop                              | J. Michael Bishop mikrobiolog, imunolog (* 1936)                  | Spojené státy                                                         | „za jejich objev buněčného původu onkogenních retrovirů“ |
| 1989              | Harold E. Varmus                               | Harold E. Varmus onkolog (* 1939)                                 | Spojené státy                                                         | „za jejich objev buněčného původu onkogenních retrovirů“ |
| 1990              | Obrázek této osoby není k dispozici            | Joseph E. Murray plastický chirurg (1919–2012)                    | Spojené státy                                                         | „za jejich objevy týkající se orgánových a buněčných transplantací jako klinické metody“                                                                              |
| 1990              | E. Donnall Thomas                              | E. Donnall Thomas hematolog (1920–2012)                           | Spojené státy                                                         | „za jejich objevy týkající se orgánových a buněčných transplantací jako klinické metody“                                                                              |
| 1991              | Erwin Neher                                    | Erwin Neher biofyzik (* 1944)                                     | Spolková republika Německo                                            | „za jejich objev existence a funkce iontových buněčných kanálů“ |
| 1991              | Bert Sakmann                                   | Bert Sakmann fyziolog (* 1942)                                    | Spolková republika Německo                                            | „za jejich objev existence a funkce iontových buněčných kanálů“ |
| 1992              | Edmond H. Fischer                              | Edmond H. Fischer biochemik (1920–2021)                           | Švýcarsko Spojené státy                                               | „za jejich objev reverzibilní fosforylace proteinů jako biologického regulačního mechanismu“                                                                          |
| 1992              | Obrázek této osoby není k dispozici            | Edwin G. Krebs biochemik (1918–2009)                              | Spojené státy                                                         | „za jejich objev reverzibilní fosforylace proteinů jako biologického regulačního mechanismu“                                                                          |
| 1993              | Richard John Roberts                           | Richard John Roberts molekulární biolog (* 1943)                  | Spojené království                                                    | „za objev nestálých genů, revolucionizující naše názory na strukturu genů a jejich vývoj“                                                                             |
| 1993              | Phillip A. Sharp                               | Phillip A. Sharp genetik (* 1944)                                 | Spojené státy                                                         | „za objev nestálých genů, revolucionizující naše názory na strukturu genů a jejich vývoj“                                                                             |
| 1994              | Alfred G. Gilman                               | Alfred G. Gilman farmakolog, biochemik (1941–2015)                | Spojené státy                                                         | „za jejich objev G-proteinů a roli těchto bílkovin při přenosu signálu v buňkách“                                                                                     |
| 1994              | Martin Rodbell                                 | Martin Rodbell biochemik (1925–1998)                              | Spojené státy                                                         | „za jejich objev G-proteinů a roli těchto bílkovin při přenosu signálu v buňkách“                                                                                     |
| 1995              | Edward B. Lewis                                | Edward B. Lewis genetik (1918–2004)                               | Spojené státy                                                         | „za jejich objevy týkající se genové kontroly raného embryonálního vývoje“                                                                                            |
| 1995              | Christiane Nüsslein-Volhardová                 | Christiane Nüssleinová-Volhardová genetička, embryoložka (* 1942) | Spolková republika Německo                                            | „za jejich objevy týkající se genové kontroly raného embryonálního vývoje“                                                                                            |
| 1995              |                                                | Eric F. Wieschaus vývojový biolog (* 1947)                        | Spojené státy                                                         | „za jejich objevy týkající se genové kontroly raného embryonálního vývoje“                                                                                            |
| 1996              | Peter Doherty                                  | Peter C. Doherty veterinář, imunolog (* 1940)                     | Austrálie                                                             | „za jejich objevy specifické buňkami zprostředkované obrany imunitního systému“                                                                                       |
| 1996              | Rolf Martin Zinkernagel                        | Rolf Martin Zinkernagel imunolog (* 1944)                         | Švýcarsko                                                             | „za jejich objevy specifické buňkami zprostředkované obrany imunitního systému“                                                                                       |
| 1997              | Stanley B. Prusiner                            | Stanley B. Prusiner neurolog, biochemik (* 1942)                  | Spojené státy                                                         | „za objev prionů – nových biologických infekčních částic“ |
| 1998              | Robert F. Furchgott                            | Robert F. Furchgott biochemik (1916–2009)                         | Spojené státy                                                         | „za objevy, že oxid dusnatý funguje v oběhovém systému jako signální molekula“                                                                                        |
| 1998              | Louis Ignarro                                  | Louis J. Ignarro farmakolog (* 1941)                              | Spojené státy                                                         | „za objevy, že oxid dusnatý funguje v oběhovém systému jako signální molekula“                                                                                        |
| 1998              |                                                | Ferid Murad lékař, farmakolog (1936–2023)                         | Spojené státy                                                         | „za objevy, že oxid dusnatý funguje v oběhovém systému jako signální molekula“                                                                                        |
| 1999              | Gunter Blobel                                  | Günter Blobel biolog (1936–2018)                                  | Spojené státy                                                         | „za objev, že bílkoviny obsahují strukturní signální informace, které určují jejich přenos a umístění uvnitř buňky“                                                   |
| 2000              | Arvid Carlsson                                 | Arvid Carlsson neurovědec, farmakolog (1923–2018)                 | Švédsko                                                               | „za objevy týkající se přenosu signálů v nervové soustavě“ |
| 2000              | Paul Greengard                                 | Paul Greengard neurovědec (1925–2019)                             | Spojené státy                                                         | „za objevy týkající se přenosu signálů v nervové soustavě“ |
| 2000              | Eric Richard Kandel                            | Eric R. Kandel psychiatr, biofyzik, (* 1929)                      | Spojené státy                                                         | „za objevy týkající se přenosu signálů v nervové soustavě“ |
| 2001              | Obrázek této osoby není k dispozici            | Leland H. Hartwell biolog (* 1939)                                | Spojené státy                                                         | „za jejich objevy klíčových regulátorů buněčného cyklu“ |
| 2001              | Tim Hunt                                       | Tim Hunt biochemik (* 1943)                                       | Spojené království                                                    | „za jejich objevy klíčových regulátorů buněčného cyklu“ |
| 2001              | Paul Nurse                                     | Paul M. Nurse genetik, biolog (* 1949)                            | Spojené království                                                    | „za jejich objevy klíčových regulátorů buněčného cyklu“ |
| 2002              | Sydney Brenner                                 | Sydney Brenner biolog (1927–2019)                                 | Spojené království                                                    | „za jejich objevy genetické regulace vývoje orgánů a programované buněčné smrti“                                                                                      |
| 2002              | Obrázek této osoby není k dispozici            | H. Robert Horvitz biolog (* 1947)                                 | Spojené státy                                                         | „za jejich objevy genetické regulace vývoje orgánů a programované buněčné smrti“                                                                                      |
| 2002              | John Sulston                                   | John E. Sulston biolog (1942–2018)                                | Spojené království                                                    | „za jejich objevy genetické regulace vývoje orgánů a programované buněčné smrti“                                                                                      |
| 2003              | Paul Lauterbur                                 | Paul Lauterbur chemik, biofyzik (1929–2007)                       | Spojené státy                                                         | „za objevy týkající se magnetické rezonance“ |
| 2003              | Peter Mansfield                                | Peter Mansfield fyzik (1933–2017)                                 | Spojené království                                                    | „za objevy týkající se magnetické rezonance“ |
| 2004              | Richard Axel                                   | Richard Axel neurovědec (* 1946)                                  | Spojené státy                                                         | „za jejich objevy čichových receptorů a organizace čichového systému“                                                                                                 |
| 2004              | Linda B. Bucková                               | Linda B. Bucková neurovědkyně (* 1947)                            | Spojené státy                                                         | „za jejich objevy čichových receptorů a organizace čichového systému“                                                                                                 |
| 2005              | Barry Marshall                                 | Barry J. Marshall lékař, mikrobiolog (* 1951)                     | Austrálie                                                             | „za jejich objev bakterie Helicobacter pylori a její role při zánětu žaludku a žaludečním vředu“                                                                      |
| 2005              | Robin Warren                                   | J. Robin Warren patolog (1937–2024)                               | Austrálie                                                             | „za jejich objev bakterie Helicobacter pylori a její role při zánětu žaludku a žaludečním vředu“                                                                      |
| 2006              | Andrew Fire                                    | Andrew Z. Fire biolog, genetik (* 1959)                           | Spojené státy                                                         | „za jejich objev interference RNA – potlačování genů dvouřetězcovou RNA“                                                                                              |
| 2006              | Craig C. Mello                                 | Craig C. Mello biolog (* 1960)                                    | Spojené státy                                                         | „za jejich objev interference RNA – potlačování genů dvouřetězcovou RNA“                                                                                              |
| 2007              | Mario Capecchi                                 | Mario R. Capecchi molekulární genetik (* 1937)                    | Spojené státy                                                         | „za jejich objevy principů vedoucích ke specifickým genovým modifikacím u myši použitím embryonálních kmenových buněk“                                                |
| 2007              | Martin Evans                                   | Martin J. Evans vývojový biolog (* 1941)                          | Spojené království                                                    | „za jejich objevy principů vedoucích ke specifickým genovým modifikacím u myši použitím embryonálních kmenových buněk“                                                |
| 2007              | Oliver Smithies                                | Oliver Smithies genetik (1925–2017)                               | Spojené státy                                                         | „za jejich objevy principů vedoucích ke specifickým genovým modifikacím u myši použitím embryonálních kmenových buněk“                                                |
| 2008              | Harald zur Hausen                              | Harald zur Hausen virolog (1936–2023)                             | Spolková republika Německo                                            | „za jeho objev lidského papilomaviru způsobujícího rakovinu děložního hrdla“                                                                                          |
| 2008              | Françoise Barré-Sinoussiová                    | Françoise Barré-Sinoussiová viroložka (* 1947)                    | Francie                                                               | „za jejich objev viru lidské imunitní nedostatečnosti“ |
| 2008              |                                                | Luc Montagnier virolog (1932–2022)                                | Francie                                                               | „za jejich objev viru lidské imunitní nedostatečnosti“ |
| 2009              | Elizabeth Blackburnová                         | Elizabeth H. Blackburnová molekulární bioložka (* 1948)           | Spojené státy Austrálie                                               | „za objev, jak jsou chromozomy chráněny telomerami a za objev enzymu telomeráza“                                                                                      |
| 2009              | Carol W. Greiderová                            | Carol W. Greiderová molekulární bioložka (* 1961)                 | Spojené státy                                                         | „za objev, jak jsou chromozomy chráněny telomerami a za objev enzymu telomeráza“                                                                                      |
| 2009              |                                                | Jack W. Szostak biolog (* 1952)                                   | Spojené státy                                                         | „za objev, jak jsou chromozomy chráněny telomerami a za objev enzymu telomeráza“                                                                                      |
| 2010              | Robert Geoffrey Edwards                        | Robert G. Edwards fyziolog (1925–2013)                            | Spojené království                                                    | „za vývoj metody in vitro fertilizace“ |
| 2011              |                                                |                                                                   |                                                                       | |
| Bruce Beutler     | Bruce A. Beutler imunolog, genetik (* 1957)    | Spojené státy                                                     | „za jejich objevy týkající se aktivace vrozené imunity“               | |
| Jules A. Hoffmann | Jules A. Hoffmann biolog (* 1941)              | Francie                                                           | „za jejich objevy týkající se aktivace vrozené imunity“               | |
| Ralph M. Steinman | Ralph M. Steinman imunolog, biolog (1943–2011) | Kanada Spojené státy                                              | „za jeho objev dendritické buňky a její role v rámci získané imunity“ | |
| 2012              | John Gurdon                                    | John B. Gurdon vývojový biolog (* 1933)                           | Spojené království                                                    | „za objev, že zralé buňky mohou být přeprogramovány a stát se pluripotentními"                                                                                        |
| 2012              | Šin’ja Jamanaka                                | Šin’ja Jamanaka lékař (* 1962)                                    | Japonsko                                                              | „za objev, že zralé buňky mohou být přeprogramovány a stát se pluripotentními"                                                                                        |
| 2013              | James Edward Rothman                           | James E. Rothman buněčný biolog (* 1950)                          | Spojené státy                                                         | „za jejich objevy mechanizmu regulujícího vezikulární transport, hlavního transportního systému v našich buňkách“                                                     |
| 2013              | Randy Schekman                                 | Randy W. Schekman buněčný biolog (* 1948)                         | Spojené státy                                                         | „za jejich objevy mechanizmu regulujícího vezikulární transport, hlavního transportního systému v našich buňkách“                                                     |
| 2013              | Thomas Südhof                                  | Thomas C. Südhof biochemik (* 1955)                               | Německo Spojené státy                                                 | „za jejich objevy mechanizmu regulujícího vezikulární transport, hlavního transportního systému v našich buňkách“                                                     |
| 2014              |                                                | John O'Keefe neurovědec, fyziolog (* 1939)                        | Spojené státy Spojené království                                      | „za jejich objevy buněk, které v mozku vytvářejí systém určování polohy“                                                                                              |
| 2014              | May-Britt Moserová                             | May-Britt Moserová neurovědkyně, fyzioložka (* 1963)              | Norsko                                                                | „za jejich objevy buněk, které v mozku vytvářejí systém určování polohy“                                                                                              |
| 2014              | Edvard I. Moser                                | Edvard I. Moser neurovědec, fyziolog (* 1962)                     | Norsko                                                                | „za jejich objevy buněk, které v mozku vytvářejí systém určování polohy“                                                                                              |
| 2015              | William C. Campbell, 2015                      | William C. Campbell biochemik a parazitolog (* 1930)              | Irsko Spojené státy                                                   | „za jejich objevy týkající se nové léčby infekcí, které způsobují parazitické hlístice“                                                                               |
| 2015              | Satoši Ómura, 2015                             | Satoši Ómura biochemik (* 1935)                                   | Japonsko                                                              | „za jejich objevy týkající se nové léčby infekcí, které způsobují parazitické hlístice“                                                                               |
| 2015              | Tchu Jou-jou, 2015                             | Tchu Jou-jou farmakoložka a chemička (* 1930)                     | Čína                                                                  | „za její objevy na poli nové léčby malárie“ |
| 2016              | Jošinori Ósumi, 2015                           | Jošinori Ósumi buněčný biolog (* 1945)                            | Japonsko                                                              | „za jeho objevy mechanismů autofagie“ |
| 2017              | Jeffrey C. Hall                                | Jeffrey C. Hall genetik (* 1945)                                  | Spojené státy                                                         | „za jejich objevy molekulárního mechanismu kontrolujícího cirkadiánní rytmus“                                                                                         |
| 2017              | Michael Rosbash                                | Michael Rosbash genetik (* 1944)                                  | Spojené státy                                                         | „za jejich objevy molekulárního mechanismu kontrolujícího cirkadiánní rytmus“                                                                                         |
| 2017              | Michael W. Young                               | Michael W. Young genetik (* 1949)                                 | Spojené státy                                                         | „za jejich objevy molekulárního mechanismu kontrolujícího cirkadiánní rytmus“                                                                                         |
| 2018              | James P. Allison                               | James P. Allison imunolog (* 1948)                                | Spojené státy                                                         | „za jejich objevy protinádorové terapie potlačením negativní imunitní regulace“                                                                                       |
| 2018              | Tasuku Honjo                                   | Tasuku Hondžó imunolog (* 1942)                                   | Japonsko                                                              | „za jejich objevy protinádorové terapie potlačením negativní imunitní regulace“                                                                                       |
| 2019              | Obrázek této osoby není k dispozici            | William Kaelin, Jr. onkolog (* 1957)                              | Spojené státy                                                         | „za jejich objevy způsobu, jak buňky vnímají a přizpůsobují se dostupnosti kyslíku“                                                                                   |
| 2019              | Peter Ratcliffe                                | Peter J. Ratcliffe nefrolog (* 1954)                              | Spojené království                                                    | „za jejich objevy způsobu, jak buňky vnímají a přizpůsobují se dostupnosti kyslíku“                                                                                   |
| 2019              | Gregg L. Semenza                               | Gregg L. Semenza onkolog (* 1956)                                 | Spojené státy                                                         | „za jejich objevy způsobu, jak buňky vnímají a přizpůsobují se dostupnosti kyslíku“                                                                                   |
| 2020              | Harvey J. Alter                                | Harvey J. Alter virolog (* 1935)                                  | Spojené státy                                                         | „za objev viru hepatitidy typu C“ |
| 2020              | Michael Houghton                               | Michael Houghton biochemik a virolog (* 1949)                     | Spojené království                                                    | „za objev viru hepatitidy typu C“ |
| 2020              | Charles M. Rice                                | Charles M. Rice virolog (* 1952)                                  | Spojené státy                                                         | „za objev viru hepatitidy typu C“ |
| 2021              | James P. Allison                               | David Julius fyziolog (* 1955)                                    | Spojené státy                                                         | „za jejich objevy teplotních a dotykových receptorů“ |
| 2021              | Ardem Patapoutian                              | Ardem Patapoutian molekulární biolog (* 1967)                     | Spojené státy Libanon                                                 | „za jejich objevy teplotních a dotykových receptorů“ |
| 2022              | Svante Pääbo                                   | Svante Pääbo evoluční biolog (* 1945)                             | Švédsko                                                               | „za jeho objevy v oblasti genomů vyhynulých homininů a lidské evoluce“                                                                                                |
| 2023              | Katalin Karikóová                              | Katalin Karikóová biochemička (* 1955)                            | Maďarsko Spojené státy                                                | „za jejich objevy týkající se modifikací nukleosidových bází, které umožnily vývoj účinných mRNA vakcín proti covidu-19“                                              |
| 2023              | Drew Weissman                                  | Drew Weissman imunolog (* 1959)                                   | Spojené státy                                                         | „za jejich objevy týkající se modifikací nukleosidových bází, které umožnily vývoj účinných mRNA vakcín proti covidu-19“                                              |
| 2024              | Victor Ambros                                  | Victor Ambros vývojový biolog (* 1953)                            | Spojené státy                                                         | „za objev microRNA a její role v posttranskripční regulaci genů“ |
| 2024              | Gary Ruvkun                                    | Gary Ruvkun molekulární biolog (* 1952)                           | Spojené státy                                                         | „za objev microRNA a její role v posttranskripční regulaci genů“ |

Vysvětlivky
1. ↑  Nobelova cena byla Julesi Bordetovi udělena v roce 1920.
2. ↑  Nobelova cena byla Johannesu Fibigerovi udělena v roce 1927.
3. ↑  Nobelova cena byla Corneillu Heymansovi udělena v roce 1939.
4. ↑  Nobelova cena byla Gerhardu Domagkovi udělena v roce 1947.
5. ↑  Nobelova cena udělena v roce 1944.
6. ↑  Nobelova cena za rok 2011 byla Ralphu M. Steinmanovi udělena posmrtně.[112][113]